# Síndrome da excitação sexual persistente
A Síndrome de Excitação Sexual Persistente, mundialmente conhecida pela sigla PSAS (do inglês Persistent Sexual Arousal Syndrome, nome que não é mais utilizado pelos especialistas, que agora usam Persistent Genital Arousal Disorder) causa uma excitação espontânea e persistente nos órgãos genitais, com ou sem orgasmo ou obstrução, sem relação alguma com sentimentos de desejo sexual, na maioria das vezes em mulheres. A síndrome foi documentada pela primeira vez pela médica estadunidense Sandra Leiblum, em 2001, e recentemente foi caracterizada na literatura médica como uma síndrome específica. A PSAS não tem nenhuma relação com a hipersexualidade, palavra que também é conhecida pelos sinônimos ninfomania e satiríase. Além de ser raríssima, a síndrome é, em muitos casos, escondida pelos pacientes que dela sofrem, pois eles se constrangem ao relatar o problema aos médicos.
Em 2007, uma inglesa chamada Sarah Carmen, de 24 anos, declarou ser portadora da PSAS. Sarah disse que sentiu os sintomas pela primeira vez aos 19 anos, e que seus parceiros costumam se frustrar com o fenômeno, ao vê-la alcançar os orgasmos com pouco ou nenhum esforço.
O primeiro caso da doença em homem foi diagnosticado em 2014, o norte-americano Dale Decker. Ele desenvolveu o transtorno em 2012, quando feriu uma vértebra em uma pequena queda.
Segundo a especialista Francisca Molero, em entrevista à BBC, entre 400 e 500 pessoas em todo o mundo têm a doença.